# 330 TCN
330 TCN là một năm trong lịch La Mã.

## Sự kiện
Trận cổng Ba Tư làm cho Đế chế Achaemenes sụp đổ.